# Llista de Municipis de Tirol del Sud
Aquesta és la llista dels 116 municipis del Tirol del Sud.
| Alemany                              | Italià                          | Ladí                     |
| ------------------------------------ | ------------------------------- | ------------------------ |
| Abtei                                | Badia                           | Badia                    |
| Ahrntal                              | Valle Aurina                    |                          |
| Aldein                               | Aldino                          |                          |
| Algund                               | Lagundo                         |                          |
| Altrei                               | Anterivo                        |                          |
| Andrian                              | Andriano                        |                          |
| Auer                                 | Ora                             |                          |
| Barbian                              | Barbiano                        |                          |
| Bozen                                | Bolzano                         | Balsan, Bulsan           |
| Branzoll                             | Bronzolo                        |                          |
| Brenner                              | Brennero                        | Prener                   |
| Brixen                               | Bressanone                      | Persenon, Porsenù        |
| Bruneck                              | Brunico                         | Bornech                  |
| Burgstall                            | Postal                          |                          |
| Corvara (Kurfar†)                    | Corvara in Badia                | Corvara                  |
| Deutschnofen                         | Nova Ponente                    |                          |
| Enneberg                             | Marebbe                         | Mareo                    |
| Eppan an der Weinstraße              | Appiano sulla Strada del Vino   |                          |
| Feldthurns                           | Velturno                        |                          |
| Franzensfeste                        | Fortezza                        |                          |
| Freienfeld                           | Campo di Trens                  |                          |
| Gais                                 | Gais                            |                          |
| Gargazon                             | Gargazzone                      |                          |
| Glurns                               | Glorenza                        |                          |
| Graun im Vinschgau                   | Curon Venosta                   |                          |
| Gsies                                | Casies                          |                          |
| Hafling                              | Avelengo                        |                          |
| Innichen                             | San Candido                     |                          |
| Jenesien                             | San Genesio Atesino             |                          |
| Kaltern an der Weinstraße            | Caldaro sulla strada del vino   |                          |
| Karneid                              | Cornedo all'Isarco              |                          |
| Kastelbell-Tschars                   | Castelbello-Ciardes             |                          |
| Kastelruth                           | Castelrotto                     | Ciastel                  |
| Kiens                                | Chienes                         |                          |
| Klausen                              | Chiusa                          | Tluses                   |
| Kuens                                | Caines                          |                          |
| Kurtatsch an der Weinstraße          | Cortaccia sulla strada del vino |                          |
| Kurtinig an der Weinstraße           | Cortina sulla strada del vino   |                          |
| Laas                                 | Lasa                            |                          |
| Lajen                                | Laion                           |                          |
| Lana                                 | Lana                            |                          |
| Latsch                               | Laces                           |                          |
| Laurein                              | Lauregno                        |                          |
| Leifers                              | Laives                          |                          |
| Lüsen                                | Luson                           | Lusón                    |
| Mals                                 | Malles Venosta                  |                          |
| Margreid an der Weinstraße           | Magrè sulla Strada Del Vino     |                          |
| Marling                              | Marlengo                        |                          |
| Martell                              | Martello                        |                          |
| Meran                                | Merano                          | Maran                    |
| Mölten                               | Meltina                         |                          |
| Montan                               | Montagna                        |                          |
| Moos in Passeier                     | Moso in Passiria                |                          |
| Mühlbach                             | Rio di Pusteria                 |                          |
| Mühlwald                             | Selva dei Molini                |                          |
| Nals                                 | Nalles                          |                          |
| Naturns                              | Naturno                         |                          |
| Natz-Schabs                          | Naz-Sciaves                     |                          |
| Neumarkt                             | Egna                            |                          |
| Niederdorf                           | Villa Bassa                     |                          |
| Olang                                | Valdaora                        |                          |
| Partschins                           | Parcines                        |                          |
| Percha                               | Perca                           |                          |
| Pfalzen                              | Falzes                          |                          |
| Pfatten                              | Vadena                          |                          |
| Pfitsch                              | Val di Vizze                    |                          |
| Plaus                                | Plaus                           |                          |
| Prad am Stilfserjoch                 | Prato allo Stelvio              |                          |
| Prags                                | Braies                          | Braies                   |
| Prettau                              | Predoi                          |                          |
| Proveis                              | Proves                          |                          |
| Rasen-Antholz                        | Rasun Anterselva                |                          |
| Ratschings                           | Racines                         |                          |
| Riffian                              | Rifiano                         |                          |
| Ritten                               | Renon                           |                          |
| Rodeneck                             | Rodengo                         |                          |
| Salurn                               | Salorno                         |                          |
| Sand in Taufers                      | Campo Tures                     |                          |
| St. Christina in Gröden              | Santa Cristina Valgardena       | Santa Cristina Gherdëina |
| St. Leonhard in Passeier             | San Leonardo in Passiria        |                          |
| St. Lorenzen                         | San Lorenzo di Sebato           | San Laurënz              |
| St. Martin in Passeier               | San Martino in Passiria         |                          |
| St. Martin in Thurn                  | San Martino in Badia            | San Martin de Tor        |
| St. Pankraz                          | San Pancrazio                   |                          |
| St. Ulrich in Gröden                 | Ortisei                         | Urtijëi                  |
| Sarntal                              | Sarentino                       |                          |
| Schenna                              | Scena                           |                          |
| Schlanders                           | Silandro                        |                          |
| Schluderns                           | Sluderno                        |                          |
| Schnals                              | Senales                         |                          |
| Sexten                               | Sesto                           | Le Sext                  |
| Sterzing                             | Vipiteno                        |                          |
| Stilfs                               | Stelvio                         |                          |
| Taufers im Münstertal                | Tubre                           |                          |
| Terenten                             | Terento                         |                          |
| Terlan                               | Terlano                         |                          |
| Tiers                                | Tires                           |                          |
| Dorf Tirol                           | Tirolo                          |                          |
| Tisens                               | Tesimo                          |                          |
| Toblach                              | Dobbiaco                        |                          |
| Tramin an der Weinstraße             | Termeno sulla strada del vino   |                          |
| Truden                               | Trodena                         |                          |
| Tscherms                             | Cermes                          |                          |
| Ulten                                | Ultimo                          |                          |
| Unsere Liebe Frau im Walde-St. Felix | Senale-San Felice               |                          |
| Vahrn                                | Varna                           |                          |
| Villanders                           | Villandro                       |                          |
| Villnöß                              | Funes                           | Funés                    |
| Vintl                                | Vandoies                        |                          |
| Völs am Schlern                      | Fié allo Sciliar                |                          |
| Vöran                                | Verano                          |                          |
| Waidbruck                            | Ponte Gardena                   | Pruca                    |
| Welsberg-Taisten                     | Monguelfo                       |                          |
| Welschnofen                          | Nova Levante                    |                          |
| Wengen                               | La Valle                        | La Val                   |
| Wolkenstein in Gröden                | Selva di Valgardena             | Sëlva                    |